# 168 v.Chr.

Slag bij Pydna (Griekenland)

Het jaar 168 v.Chr. is een jaartal in de 2e eeuw v.Chr. volgens de christelijke jaartelling.

## Gebeurtenissen

### Griekenland
- Een Romeins expeditieleger (± 40.000 man) landt in Illyrië en verslaat Gentius, koning van de Labeates bij het Meer van Shkodër.
- 22 juni - Slag bij Pydna: De Derde Macedonische Oorlog eindigt in de nederlaag en gevangenneming van Perseus van Macedonië, door het Romeinse leger onder Lucius Aemilius Paulus Macedonicus. Dit betekent het einde van de dynastie der Antigoniden. In de krijgsgeschiedenis wordt voor het eerst de Macedonische phalanx, in een veldslag door een Romeinse legereenheid (manipel) verslagen.
- Pella wordt geplunderd en Macedonië wordt als Romeinse provincie ingelijfd bij het Imperium Romanum. Het gebied wordt verdeeld in vier regio's, die zelfstandig handelen: Epirus, Illyrië, Thessalië en Thracië.
- Polybius, een Grieks historicus, wordt met 1.000 gijzelaars van vooraanstaande Macedonische families uit Achaea naar Rome gedeporteerd. Hij schrijft later zijn meesterwerk de "Wereldgeschiedenis".

### Egypte
- Einde van de Zesde Syrische Oorlog: Antiochus IV Epiphanes moet zich terugtrekken uit Egypte, de Romeinse vloot bezet de haven van Alexandrië. In een vredesverdrag met Rome moeten de Seleuciden het eiland Cyprus afstaan.

### Europa
- Koning Beldgabred (168 - 163 v.Chr.) volgt zijn vader Sisillius III op als heerser van Brittannië. Hij krijgt de bijnaam: "God van de minstrelen".

## Geboren
- Tiberius Sempronius Gracchus (tribunus plebis in 133 v.Chr.) (~168 v.Chr. - ~133 v.Chr.), tribunus plebis in 133 v.Chr.

## Overleden
- Jia Yi, Chinese staatsman en geleerde